# Clavert Kiendrébéogo
Clavert Kiendrebéogo (Koudougou, 14 de febrero de 1996) es un futbolista burkinés que juega en la demarcación de centrocampista para el FC San Pédro de la Primera División de Costa de Marfil.

## Selección nacional
Hizo su debut con la selección de fútbol de Burkina Faso el 16 de enero de 2021 en un encuentro del campeonato Africano de Naciones de 2020 contra Malí que finalizó con un resultado de 1-0 a favor del combinado maliense tras el gol de Siaka Bagayoko.

## Clubes
| Club                     | País            | Año       | Partidos | Goles |
| ------------------------ | --------------- | --------- | -------- | ----- |
| Bankuy Sport de Dédougou | Burkina Faso    | 2015-2016 |          |       |
| US de la Comoé           | Burkina Faso    | 2016-2018 |          |       |
| AS SONABEL               | Burkina Faso    | 2018-2022 | 77       | 20    |
| AS Douanes               | Burkina Faso    | 2022-2024 | 53       | 13    |
| FC San Pédro             | Costa de Marfil | 2024-     | 1        | 0     |